# Robert Beck
Robert Lee „Bob“ Beck (* 30. Dezember 1936 in San Diego; † 2. April 2020 in San Antonio) war ein US-amerikanischer Pentathlet und Fechter.

## Leben
Robert Beck nahm 1960 an den Olympischen Spielen in Rom teil, wo er im Modernen Fünfkampf startete. Sowohl im Einzel als auch mit der Mannschaft gewann er die Bronzemedaille. 1968 gehörte er nochmals zur US-amerikanischen Delegation und ging im Modernen Fünfkampf und im Fechten an den Start. Im Fünfkampf belegte er im Einzel den 22. Platz, mit der Mannschaft verpasste er als Vierter knapp die Medaillenränge. Beim Fechten war er Teil der Degenmannschaft, die nach der Gruppenphase bereits ausschied. Bei Weltmeisterschaften gewann er 1961 mit der Bronzemedaille im Mannschaftswettbewerb sein einziges Edelmetall.
Beck, der zunächst von 1958 bis 1961 als Lieutenant bei der US Navy diente, schloss ein Medizinstudium an der Harvard Medical School ab. Im Anschluss praktizierte er in San Antonio bis an sein Lebensende als Zahnarzt. Er war verheiratet und hatte drei Kinder. Beck starb Anfang April 2020 im Alter von 83 Jahren an den Folgen von COVID-19. Er befand sich aufgrund einer Kopfverletzung durch einen Sturz im Februar 2020 in einem Krankenhaus und wurde dort mit dem SARS-CoV-2-Virus infiziert.